# Mereșeni, Hîncești
Mereșeni este un sat, reședința comunei omonime din raionul Hîncești, Republica Moldova.

## Istoric
Savantul Ion Hâncu, în lucrarea sa Vetre strămoșești din Republica Moldova, scrie că „arheologii au identificat la Mereșeni urmele unui sat întemeiat după cucerirea Daciei de armatele Imperiului Roman în anul 106. Locuitorii acestuia cultivau pământul, creșteau vite, își înălțau case, întrețineau relații comerciale intense cu orașele din vecinătate. Satul și-a încheiat existența în anul 376, când a fost devastat și incendiat în urma invaziei hunilor”.
Actualul sat a fost menționat în scris la 14 septembrie 1621 în timpul domniei voievodului Iliaș:
„Iată dar noi, Gheanghia mare logofăt și Nicoriță mare vornic de Țara de Jos și Dumitru mare vornic de Țara de Sus și Miron Barnovschi hatman și pârcălab de Suceava și Lupul al treilea logofăt, scriem și dăm știri cu această scrisoare a noastră, cum au venit înaintea noastră Ionasco Negruț, feciorul lui Negruț bătrânul, de nimeni nevoit nici asuprit, ce de bunăvoia lui, s-au tocmit cu fratele nostru Enachi postelnicul, de i-au vândut dumni sale a lui direaptă ocină și moșie din sat din Mărișenii, ce iaste în obârșia Săratei, în ținutul Lăpușnei, din tot satul giumătate și din cea giumătate de sat și iarăși giumătate, derept treidzăci de galbeni, bani buni. 

...

Scris în Iași, anul 7130 <1621> septembrie 14.”
S-a păstrat un zapis al marilor boieri de la Curtea Domnească, prin care Ionașcu Negruță, feciorul lui Negruță bătrânul, vinde o jumătate de moșie din satul Mereșeni lui Enache postelnicul cu 30 de galbeni. Satul ființa, căci despre vechimea lui, același zapis stipulează „...ale cărui privilegiu le-a pierdut din cauza tătarilor, când a venit Ștefan Tomșa la domnie”. Domnitorul Radu Mihnea confirma această cumpărătură la 25 martie 1624.
Arhivele au păstrat și alte hrisoave - din 30 mai 1669, 25 mai 1731, 1 iunie 1768 și 30 august 1775. Despre istoria acestui sat pe la sfârșitul sec. al XVIII-lea au scris cercetătorii preocupați de soarta sătenilor retrași în Codru din calea tătarilor, apoi și din cea a armatei ruso-turce din 1769-1774. Administrația militară rusă, care supunea locuitorii satelor la bir, îi obliga să presteze corvezi și servicii de transport.
În perioada sovietică aici s-a aflat sediul gospodăriei colective „Mereșeni” specializată în viticultură și vinificație. În sat a fost deschisă o școală medie, club cu instalație cinematografică, bibliotecă, ateliere de deservire socială, oficiu poștal, grădiniță, magazin.

## Geografie

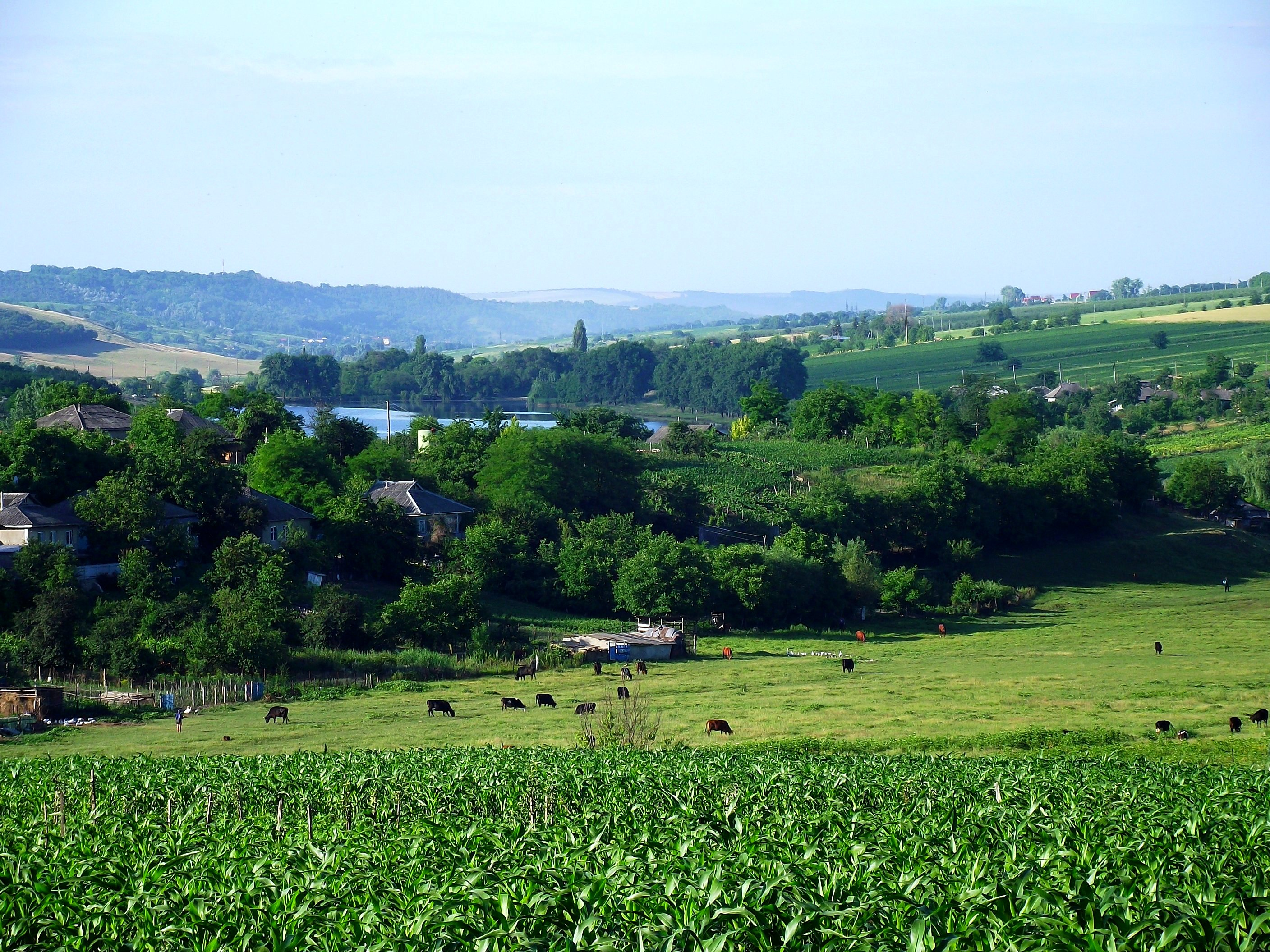

Satul are o suprafață de circa 2,08 kilometri pătrați, cu un perimetru de 8,79 km. Localitatea se află la distanța de 9 km de orașul Hîncești și la 43 km de Chișinău.
Satul este despărțit de orașul Hîncești printr-un masiv de pădure seculară, de unde curge spre sud pârâul Sărata, formând, de-a lungul șoselei Hîncești-Leova, mai multe iazuri. Piscul împădurit dintre Mereșeni și Hîncești atinge altitudinea de 322 m, dând peisajului un aspect de regiune premontană, și este o arie protejată din categoria rezervațiilor peisagistice, cunoscută ca Pădurea din Hîncești. Localitatea este înconjurată de mari plantații de vii, iar între sat și fabrica de vinificație se află un iaz cu pește. În aval urmează satul Sărata-Galbenă.

## Demografie

### Structura etnică
Structura etnică a satului Mereșeni conform recensământului populației din 2004:
| Grup etnic                                               | Populație | % Procentaj  |
| -------------------------------------------------------- | --------- | ------------ |
| Băștinași declarați Moldoveni Băștinași declarați Români | 1950 104  | 91,98% 4,91% |
| Ucraineni                                                | 31        | 1,46%        |
| Ruși                                                     | 30        | 1,42%        |
| Găgăuzi                                                  | 2         | 0,09%        |
| Bulgari                                                  | 2         | 0,09%        |
| Alții                                                    | 1         | 0,05%        |
| Total                                                    | 2120      |              |